# Gräberfeld von Hultsjö

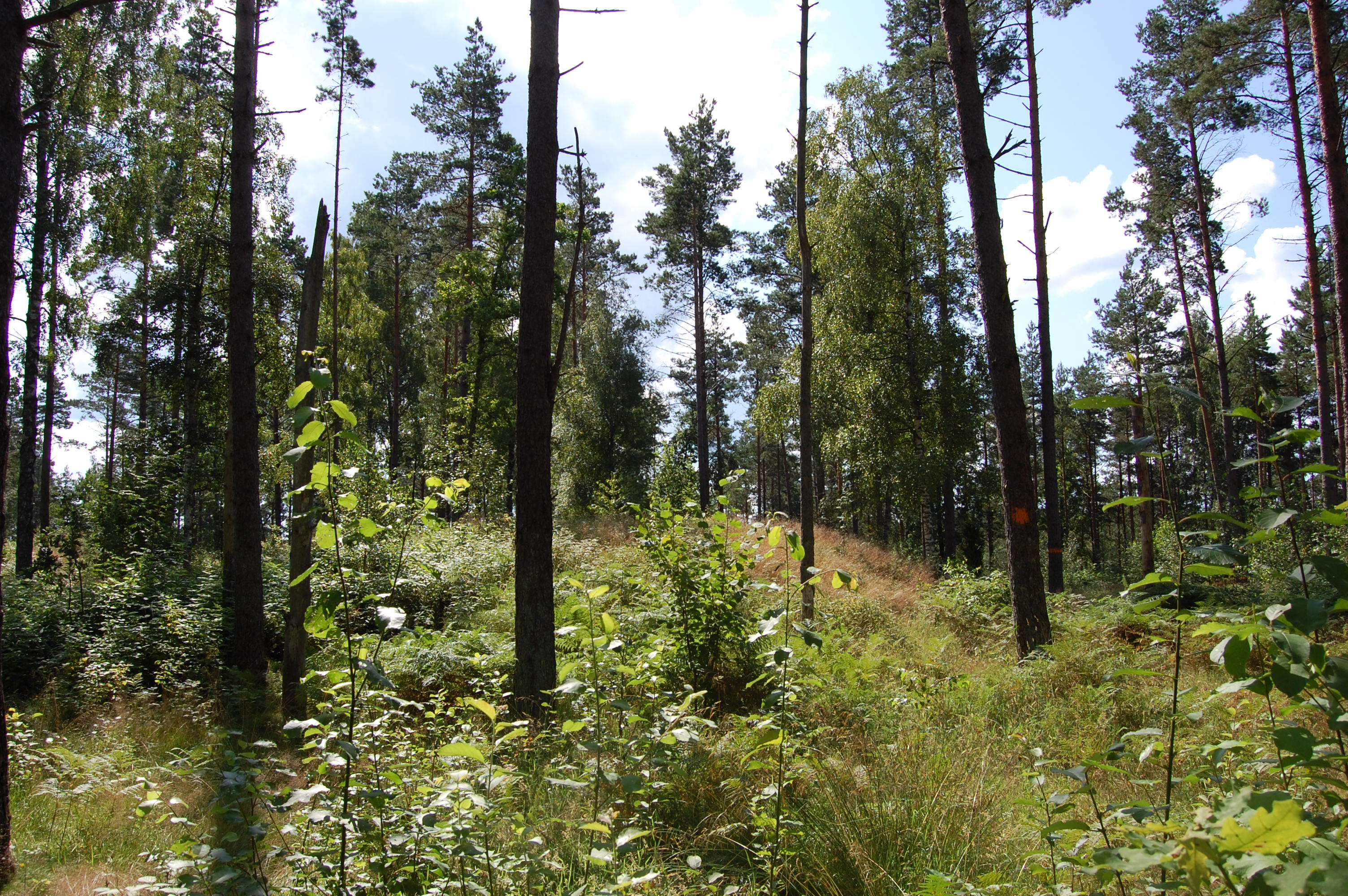
Gräberfeld von Hultsjö

Das Gräberfeld von Hultsjö (schwedisch Hultsjö gravar) ist ein prähistorisches Gräberfeld bei Hultsjö in der schwedischen Gemeinde Sävsjö in der Provinz Småland.
Das Gräberfeld liegt nordöstlich des Dorfes auf dem Kamm einer kleinen Erhebung. Südlich verläuft eine kleinere Landstraße. Es besteht aus etwa 160 Grabhügeln und Steinsetzungen. Als Zeit der Entstehung wird die jüngere Eisenzeit angenommen. Nach der Christianisierung des Gebiets wurden die Beisetzungen südlich des Weges fortgesetzt, worauf der Friedhof um die Kirche von Hultsjö zurückgeht.